# Championnat de France des rallyes 1978
Navigation
Édition précédente Édition suivante
Le championnat de France des rallyes 1978 fut remporté par Bernard Darniche sur une Lancia Stratos HF du team Chardonnet. C'est le troisième et dernier titre de Darniche et également le second et dernier d'une Lancia Stratos en France.
À noter le calendrier format "marathon" de cette saison, avec 17 épreuves... dont 2 dans les DOM-TOM !

## Rallyes de la saison 1978
| N° | Dates                     | Rallye                    | Vainqueur           | Copilote                         | Voiture                 |
| 1  | 25 février-26 février     | Ronde de la Giraglia      | Jean-Claude Andruet | Michèle Espinosi-Petit ("Biche") | Fiat 131 Abarth         |
| 2  | 4 mars-5 mars             | Rallye Lyon-Charbonnières | Bernard Darniche    | Alain Mahé                       | Lancia Stratos HF       |
| 3  | 1er avril-2 avril         | Critérium Jean Behra      | Bernard Darniche    | Alain Mahé                       | Lancia Stratos HF       |
| 4  | 8 avril-9 avril           | Critérium de Touraine     | Bernard Darniche    | Bernard Giroux                   | Lancia Stratos HF       |
| 5  | 22 avril-23 avril         | Ronde Limousine           | Jean-Claude Andruet | Michèle Espinosi-Petit ("Biche") | Fiat 131 Abarth         |
| 6  | 7 mai-8 mai               | Critérium Alpin           | Bernard Darniche    | Alain Mahé                       | Lancia Stratos HF       |
| 7  | 20 mai-21 mai             | Rallye de Lorraine        | Bernard Darniche    | Alain Mahé                       | Lancia Stratos HF       |
| 8  | 3 juin-4 juin             | Ronde Cévenole            | Bernard Darniche    | pas de copilote                  | Lancia Stratos HF       |
| 9  | 17 juin-18 juin           | Rallye d'Antibes          | Bernard Darniche    | Alain Mahé                       | Lancia Stratos HF       |
| 10 | 29 juillet-30 juillet     | Tour auto de La Réunion   | Jean-Louis Clarr    | Bangui                           | Opel Kadett GT/E        |
| 11 | 16 septembre-21 septembre | Tour de France automobile | Michèle Mouton      | Françoise Conconi                | Fiat 131 Abarth         |
| 12 | 14 octobre-15 octobre     | Rallye de la Châtaigne    | Bernard Darniche    | Bernard Giroux                   | Lancia Stratos HF       |
| 13 | 21 octobre-22 octobre     | Rallye du Mont-Blanc      | Jean-Hugues Hazard  | Bonnet                           | Porsche 911 Carrera RSR |
| 14 | 25 octobre-29 octobre     | Safari Calédonien         | Jean Ragnotti       |                                  | Datsun Violet           |
| 15 | 4 novembre-5 novembre     | Tour de Corse             | Bernard Darniche    | Alain Mahé                       | Fiat 131 Abarth         |
| 16 | 18 novembre-19 novembre   | Critérium des Cévennes    | Francis Serpaggi    | Daniel Morelli                   | Lancia Stratos HF       |
| 17 | 2 décembre-3 décembre     | Rallye du Var             | Francis Vincent     | François Calvier                 | Porsche 911 Carrera RSR |

## Classement du championnat
| Place | Pilote                    | Voiture                              | Points | 1   | 2   | 3   | 4   | 5   | 6   | 7   | 8   | 9   | 10  | 11  | 12  | 13 | 14 | 15  | 16 | 17 |
| ----- | ------------------------- | ------------------------------------ | ------ | --- | --- | --- | --- | --- | --- | --- | --- | --- | --- | --- | --- | -- | -- | --- | -- | -- |
| 1er   | Bernard Darniche          | Lancia Stratos HF et Fiat 131 Abarth | 890    | ab  | 1er | 1er | 1er |     | 1er | 1er | 1er | 1er |     | ab  | 1er |    |    | 1er |    |    |
| 2e    | Jean-Louis Clarr          | Opel Kadett GTE gr 1                 | 650    |     |     | 5e  | 8e  | 5e  | ab  | 6e  | 6e  |     | 1er | 2e  | ab  | 3e |    | ab  | ab | 5e |
| 3e    | Jean-Claude Andruet       | Fiat 131 Abarth                      | 520    | 1er | ab  | 2e  | 4e  | 1er | ab  | 2e  | 2e  |     |     | ab  |     |    |    | 2e  |    |    |
| 4e    | Gérard Swaton             | Porsche 911 Carrera gr 3             |        | 2e  | 4e  | 6e  |     |     | 4e  |     |     | 6e  |     |     |     | 5e |    |     |    | 4e |
| 5e    | Michèle Mouton            | Fiat 131 Abarth                      | 435    |     |     | 4e  | ab  | 3e  | 3e  | 3e  |     | 3e  |     | 1er |     |    |    | 5e  |    | 2e |
| 6e    | Jean-Sébastien Couloumies | Opel Kadett GTE gr 2                 |        |     |     | ab  |     | 4e  | ab  |     | 5e  |     |     | 4e  |     | 2e |    |     | 4e |    |